# 王拟蝇虎
王拟蝇虎（学名：Plexippoides regius）为跳蛛科拟蝇虎属的动物。分布于北朝鲜以及中国大陆的吉林、北京、安徽、浙江、湖南、四川等地。该物种的模式产地在朝鲜。